# КК Колосос Родос
КК Колосос Родос (грч. Α.Ο. Κολοσσός Ρόδου) је грчки кошаркашки клуб из Родоса. Тренутно се такмичи у Првој лиги Грчке.

## Историја
Клуб је основан 1963. године али је већину година провео по нижим ранговима. Године 2000. на чело клуба долази нова управа која је подигла клуб на виши ниво. У сезони 2004/05. клуб је освојио другу лигу и тако добио прилику да заигра у Првој лиги.

## Познатији играчи
- Саша Васиљевић
- Никос Папас
- Марко Цар